# Pipreola lubomirskii
El frutero pechinegro (en Colombia y Ecuador) (Pipreola lubomirskii), también denominado frutero de pecho negro (en Perú) o granicera de pecho negro, es una especie de ave paseriforme de la familia Cotingidae perteneciente al género Pipreola. Es nativa de los Andes del noroeste de América del Sur.

## Distribución y hábitat
Se distribuye desde el sur de Colombia (cabecera del valle del Magdalena y pendiente oriental de los Andes) y en la pendiente oriental en Ecuador y Perú (hacia el sur hasta el norte de Cajamarca, incluyendo la pendiente occidental en el valle de Zaña).
Esta especie es considerada poco común en su hábitat natural, el estrato medio de selvas húmedas tropicales y subtropicales de montaña entre los 1500 y 2300 m de altitud.

## Descripción
Mide en promedio 17 cm de longitud. Pico rojo a anaranjado. El macho presenta la cabeza, garganta y parte superior del pecho, negras; dorso verde; pecho y vientre amarillos. La hembra tiene la cabeza, el dorso, la garganta y la parte superior del pecho, verdes y la parte inferior del vientre con rayas amarillas y verdes. Es frugívoro.

### Vocalización
El canto es fino y de timbre alto, por ejemplo un «psiiiiiiít» prolongado y ascendiente, fácil de ser pasado por alto.

## Sistemática

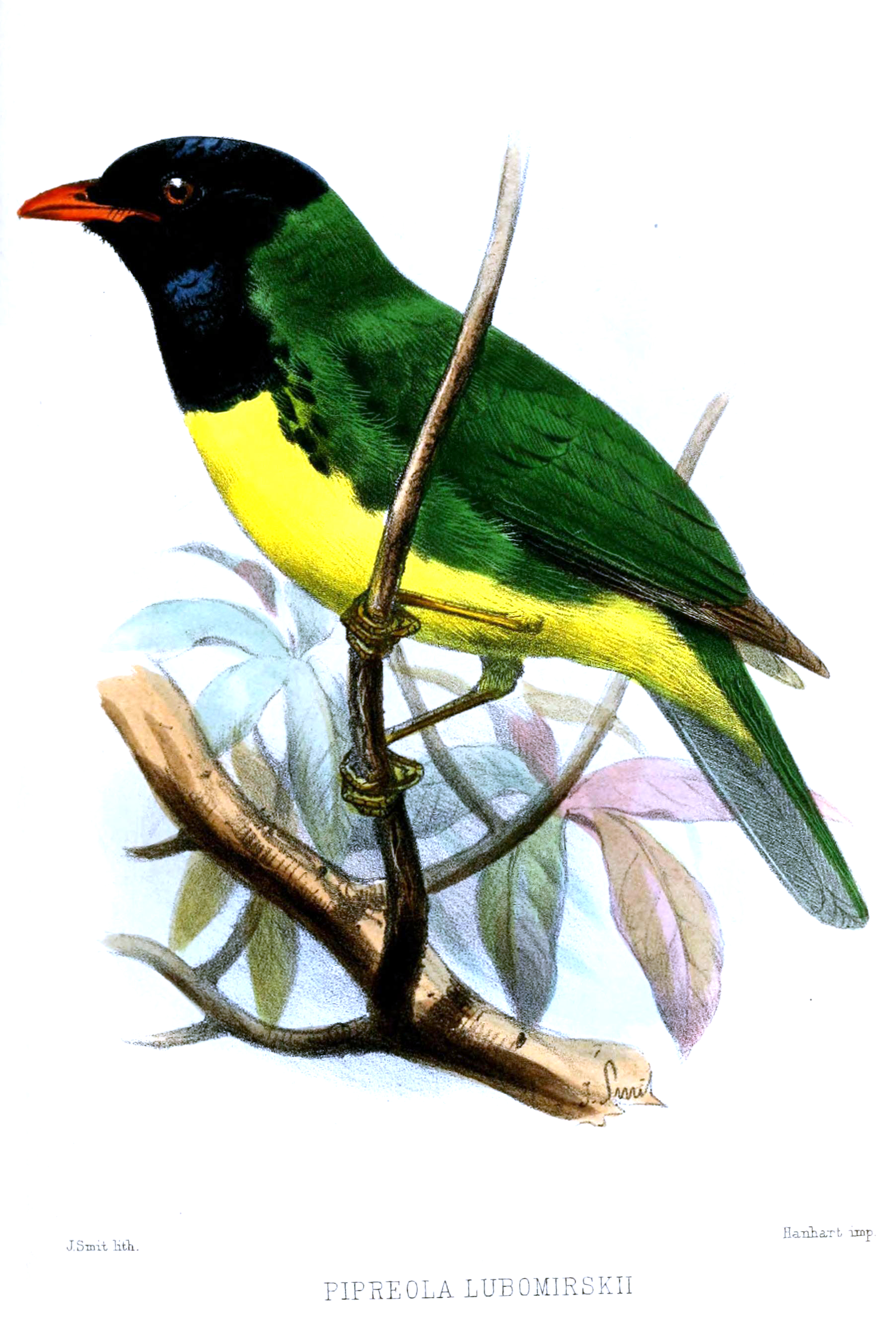
Pipreola lubomirskii, macho, ilustración de Smit en Proceedings of the Zoological Society of London, 1879.

### Descripción original
La especie P. lubomirskii fue descrita por primera vez por el ornitólogo polaco Władysław Taczanowski en 1879 bajo el mismo nombre científico; la localidad tipo es: «Quebrada de Sance, 1770 m, Tambillo, Perú».

### Etimología
El nombre genérico femenino «Pipreola» es un diminutivo del género Pipra, demostrando alguna afinidad entre los mismos; y el nombre de la especie «lubomirskii», conmemora al príncipe polaco malacólogo, botánico, colector y patrocinador de expediciones científicas, príncipe Władysław Lubomirski (1824–1882).

### Taxonomía
Es pariente próxima con Pipreola jucunda, P. aureopectus y P. pulchra; todas tratadas algunas veces como conespecíficas, pero difieren bastante en el plumaje y no hay indicaciones de intergradación entre ellas. Es monotípica.